# Erik Vendt
Erik Vendt (n. 9 ianuarie 1981, Wellesley⁠(d), Massachusetts, SUA) este un înotător american, medaliat olimpic. A participat la 3 ediții ale Jocurilor Olimpice (2000, 2004, 2008) în care a câștigat două medalii de aur și 4 medalii de argint.